# Ram Rampage
Ne doit pas être confondu avec Dodge Rampage.
Le RAM Rampage est un véhicule type pick-up à cabine double, produit par le constructeur automobile américain RAM du groupe Stellantis. Le nom "Rampage" a déjà été utilisé une première fois, en 1982, pour désigner un pick-up dérivé de la Dodge Charger. Le Rampage est destiné à remplacer le Dodge D Series ; il complète l'offre RAM en entrée de gamme, sous le RAM 1500. Il a été lancé en juin 2023 et c'est le premier véhicule de marque RAM à être produit au Brésil,.
Selon RAM, le nom « Rampage » vient du mot anglais « agitation, bruit, tumulte, fureur ». 

## Histoire
Le pick-up RAM Rampage repose sur la plateforme mondiale FIAT Small Wide, qu'il partage avec les Jeep Compass, Jeep Commander et FIAT Toro,,.
Il s'agit du plus grand des modèles à utiliser cette plateforme qui a reçu 60 % de nouveaux éléments. Pour la production du véhicule, le constructeur utilise  86 % d'aciers à haute et ultra-haute résistance. De nombreux composants sont partagés avec les Jeep Compass et Commander, les panneaux de portes avant, le pare-brise et les garnitures intérieures. L'empattement a été allongé de 4 mm par rapport à celui du FIAT Toro suite aux ajustements de suspension.
La benne mesure 1 450 mm de long (2 100 mm avec le hayon ouvert), 1 055 mm de large et 595 mm de hauteur, pour un volume de 980 litres. La charge utile est de 750 kg pour le modèle essence et de 1 015 kg pour le modèle diesel.
La production du Rampage a commencé le 6 juin 2023, lors d'une cérémonie à l'usine FIAT de Goiana, dans l'État de Pernambuco en présence du président brésilien Luiz Inácio Lula da Silva. Le groupe Stellantis affirme avoir investi 1,3 milliard de R$ (248,5 millions US$) pour développer ce nouveau véhicule, mobilisant plus de 800 ingénieurs et techniciens, totalisant 1,2 million d'heures de travail. Il a été commercialisé au Brésil le 20 juin 2023, et les livraisons ont débuté en août 2023.

### Finitions
Au Brésil, 3 finitions sont proposées : Bighorn, Laramie et R/T. Chaque modèle présente un style extérieur différent avec quelques modifications mécaniques pour plaire aux différents types de clientèle. Toutes les versions, quel que soit le moteur, sont équipées d'une transmission intégrale accouplée à une boîte de vitesses automatique d'origine ZF à 9 rapports.
Le moteur essence FIAT turbocompressé de 2,0 litres est disponible sur toutes les versions. Commercialisé sous le nom de Hurricane 4, il est doté d'une injection directe et d'une double turbocompression, développant 272 ch avec un couple de 400 N⋅m. Importé d'Italie, ce moteur équipe également le Jeep Wrangler. RAM annonce une accélération de 0 à 100 km/h en 6,9 secondes et une vitesse de pointe de 220 km/h,.
Pour les versions Rebel et Laramie, le moteur FIAT turbodiesel 2,0 litres, moins cher, qui équipe déjà les Jeep Compass, Jeep Commander et FIAT Toro est aussi disponible. Il développe 170 ch DIN avec un couple de 380 N⋅m.